# Bernhard Wiegandt
 (octobre 2019).
Si vous disposez d'ouvrages ou d'articles de référence ou si vous connaissez des sites web de qualité traitant du thème abordé ici, merci de compléter l'article en donnant les références utiles à sa vérifiabilité et en les liant à la section « Notes et références ».
Bernhard Wiegandt, né le 13 mai 1851 à Cologne et mort le 28 mars 1918 à Brême, est un peintre et un aquarelliste prussien.

## Biographie
Wiegandt, fils d'un charpentier, est orphelin jeune. Il suit les cours de dessins de Johannes Niessen, historien de l'art et conservateur du Musée Wallraf-Richartz à Cologne ; en 1870-1873, il se forme comme décorateur de théâtre à Berlin et travaille comme scénographe pour le théâtre à Hanovre.
Il effectue un séjour au Brésil de 1875 à 1880 ; il y peint à l'aquarelle des paysages. 
De retour en Allemagne, il continue ses études à l'Académie des beaux-arts de Düsseldorf puis à Académie des beaux-arts de Munich où il est élève de Gyula Benczúr et de Ludwig von Löfftz.
Wiegandt s'installe à Brême où il enseigne jusqu'en 1910 comme professeur d'art ; il a eu quelques étudiants célèbres, comme Paula Modersohn-Becker en 1893-1894. Il peint des portraits et des paysages, grave des vues de Brême et a une activité d'illustrateur et de restaurateur.

## Œuvres en collection publique
- Belém, aquarelle, Museu de Arte do Rio (MAR), Brésil, Rio de Janeiro (don de Max Perlingeiro).